# Nephelobates haydeeae
Nephelobates haydeeae là một loài ếch thuộc họ Dendrobatidae.
Đây là loài đặc hữu của Venezuela.
Môi trường sống tự nhiên của chúng là vùng núi ẩm nhiệt đới hoặc cận nhiệt đới, sông ngòi, đầm nước ngọt có nước theo mùa, và vùng đồng cỏ.
Chúng hiện đang bị đe dọa vì mất môi trường sống.